# Registertonne
Die Registertonne (RT) ist eine veraltete Maßeinheit für die Größe von Seeschiffen. Brutto- und Nettoregistertonnage bezeichneten dabei den gesamten bzw. den wirtschaftlich nutzbaren Rauminhalt eines Schiffes.

## Wert
Die Registertonne entspricht 100 englischen Kubikfuß. Daraus ergibt sich:
{\displaystyle 1\,\mathrm {RT} =100\cdot (0{,}3048\,\mathrm {m} )^{3}=2{,}831\,684\,659\,2\,\mathrm {m} ^{3}}

## Hintergrund und Geschichte
Um ein Wertmaß für Handelsschiffe zu erhalten, werden diese vermessen. Da sich jedoch bei Handelsschiffen beispielsweise im Gegensatz zu Kriegsschiffen mit ihrer weitgehend gleichbleibenden Gesamtmasse der Beladungszustand oft ändert, genügt es nicht, die Wasserverdrängung als Maßstab heranzuziehen. Deshalb wird der gesamte umbaute Schiffsraum vermessen und von diesem Raum werden die Mannschafts- und Maschinenräume abgezogen, die nicht unmittelbar mit der Ladung des Schiffes zu tun haben, um so zum Brutto- und Nettoraumgehalt eines Schiffes oder zu der Brutto- und Nettotonnage zu kommen.
Bis zum 18. Juli 1994 war die Registertonne eine gültige internationale Volumeneinheit. Es wurde zwischen der Bruttoregistertonne (kurz BRT) einerseits und der Nettoregistertonne (kurz NRT) andererseits differenziert. Seit dem 1. Juli 1994 wird der Raumgehalt eines Schiffes in Bruttoraumzahl (BRZ) und Nettoraumzahl (NRZ) berechnet, welche beide dimensionslose Zahlen darstellen. Nach der Bruttoraumzahl werden unter anderem auch die Gebühren für Hafen, Kanal, Schleuse und Lotsen berechnet.

## Bruttoregistertonne
Die Bruttoregistertonne (BRT) oder Bruttoregisterzahl (BRZ, nicht zu verwechseln mit Bruttoraumzahl, s. o.) ist ein (seit 1969 in Deutschland, in Österreich später) veraltetes Raummaß für die Größe von Handelsschiffen.
1 BRT = 100 Kubikfuß = 2,8316846592 Kubikmeter
Obwohl das Wort Tonne darin enthalten ist, darf die Bruttoregistertonne nicht mit Massenangaben wie der Ladefähigkeit gleichgesetzt werden. Ebenso wenig verwechselt werden sollte sie mit der Angabe der Standardverdrängung von Kriegsschiffen, der Standardtonne.
Über aktuelle Raummaße für Schiffe gibt der Artikel Schiffsmaße Auskunft.